# 安蒂奧克鎮區 (阿肯色州懷特縣)
安蒂奥克鎮區（英語：Antioch Township）是位於美國阿肯色州懷特縣的一個行政鎮區。

## 地方資料
安蒂奥克鎮區的面積為38.54平方千米，當中陸地面積為38.54平方千米，而水域面積為0.00平方千米。根據2010年美國人口普查的數據，當地共有人口562人，而人口密度為每平方千米14.58人。